# Ole Thorup
Ole Thorup, född 22 juli 1805 i Köpenhamn, död 16 februari 1883, var en dansk donator.
Thorup, som var son till en hökare, studerade 1826–1828 på Jonstrup seminarium och var därefter under ett antal år lärare i Köpenhamn. År 1850 var han en av stiftarna av Kreditforeningen for Østifterne, för vilken han under många år var revisor. Han köpte gamla egendomar och byggde om dem, senare köpte han betydande områden på Nørrebro och fästningsområdet, och genom att sälja dessa skapade han sig en stor förmögenhet. På en efter honom på Nørrebro uppkallad gata byggde han en stiftelse med fria bostäder åt obemedlade, och dessutom bestämde han genom gåvobrev av den 10 april 1878, att en tredjedel av hans efterlämnade förmögenhet skulle främja de ungas fostran och önskade främst att få inrättat en större uppfostringsanstalt. Thorups legat, som förestods av Köpenhamns magistrat, knöts 1918 till Opfostringshuset. Han var borgarrepresentant 1862–1868 och 1871–1877, men var som sådan obetydlig. År 1874 blev han kansliråd.